# Liste der Monuments historiques in Plougonver
Die Liste der Monuments historiques in Plougonver führt die Monuments historiques in der französischen Gemeinde Plougonver auf.

## Liste der Bauwerke
| Bezeichnung      | Beschreibung | Standort                 | Kennzeichnung | Schutzstatus | Datum | Bild           |
| ---------------- | ------------ | ------------------------ | ------------- | ------------ | ----- | -------------- |
| Kirche St-Pierre |              | Place de l’Eglise (Lage) | PA00089478    | Inscrit      | 1926  | weitere Bilder |

## Liste der Objekte

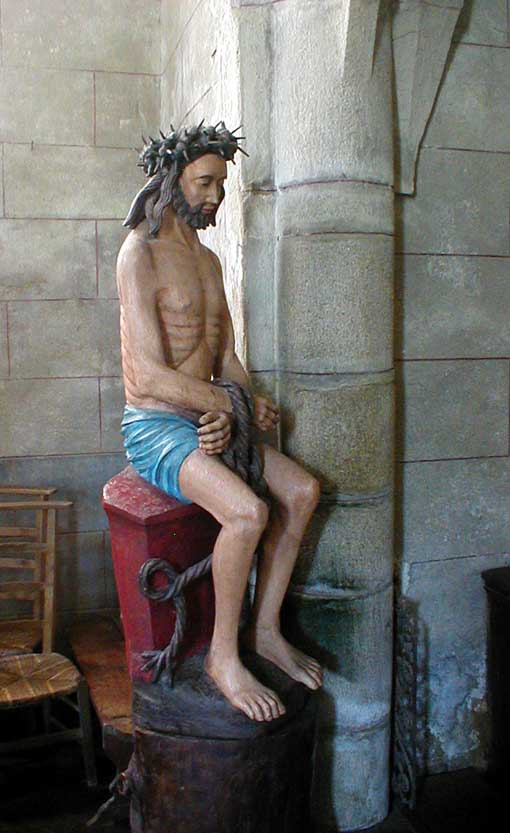
Skulptur in der Kirche St-Pierre: Christus in der Rast (16. Jahrhundert)

- Monuments historiques (Objekte) in Plougonver in der Base Palissy des französischen Kultusministeriums